# Desaparecimento das crianças Sodder
Na Véspera de Natal, dia 24 de dezembro de 1945, um incêndio destruiu a casa da família Sodder em Fayetteville, West Virginia, Estados Unidos. Na altura, os habitantes da casa eram George Sodder, a sua esposa Jennie, e nove dos seus dez filhos. Durante o incêndio, George, Jennie, e quatro dos nove filhos escaparam. Os corpos das outras cinco crianças nunca foram encontrados. Durante o resto das suas vidas, a família Sodder acreditou que as cinco crianças que desapareceram sobreviveram ao acidente.
Os Sodders nunca reconstruíram a sua casa, tendo preferido transformar o local num jardim memorial em honra dos seus filhos desaparecidos. Na década de 1950, quando começaram a duvidar que os seus filhos tinham morrido, colocaram um cartaz no local, visível a partir da State Route 16 com fotografias das cinco crianças, no qual ofereciam uma recompensa a quem tivesse informações que pudessem ajudar a resolver o caso. Permaneceu no mesmo local até pouco depois de Jennie Sodder falecer em finais da década de 1980.
Os Sodder acreditavam que os seus filhos tinham sobrevivido devido a uma uma série de circunstâncias invulgares que ocorreram antes e durante o incêndio. George contestou a conclusão do departamento de incêndios de que o fogo tinha sido de origem eléctrica, tendo afirmado que o sistema eléctrico da casa tinha sido renovado e inspeccionado pouco tempo antes. Tanto ele como a esposa desconfiavam que a verdadeira causa tinha sido fogo posto, o que os levou à teoria de que os seus filhos tinham sido raptados pela Máfia Siciliana, talvez como um acto de retaliação pelo facto de George criticar abertamente Benito Mussolini e o governo fascista que exercia funções no seu país natal, a Itália.
Embora o Estado e a polícia federal se tenham esforçado por investigar o caso com mais atenção durante a década de 1950, nunca foi encontrada mais informação. No entanto, durante a década de 1960, a família recebeu uma fotografia que acreditavam ser de um dos rapazes, já adulto. Tanto a única filha sobrevivente do casal como os seus netos têm continuado a divulgar o caso na comunicação social e nas redes sociais.

## Origens
Em 1895, George Sodder nasceu com o nome de Giorgio Soddu em Tula, Sardenha, Itália. Quando tinha treze anos de idade, emigrou para os Estados Unidos juntamente com um irmão mais velho, que regressou ao seu país natal assim que George passou na alfândega em Ellis Island. Durante o resto da sua vida, George Sodder, como passou a ser conhecido, nunca revelou o motivo pelo qual deixou a sua terra natal.
Eventualmente, Sodder arranjou trabalho nos caminhos-de-ferro da Pennsylvania, levando água e outros mantimentos aos trabalhadores. Após alguns anos nesse trabalho, arranjou um posto mais permanente em Smithers, West Virginia, como camionista. Passados mais alguns anos, abriu a sua própria empresa de camiões, que, inicialmente, transportava terra para locais de obras e, mais tarde, carvão para as muitas minas da região. Jennie Cipriani, que se viria a casar com ele, era filha de um merceeiro e também tinha emigrado da Itália para os Estados Unidos.
O casal estabeleceu-se nos arredores de Fayetteville, que tinha uma grande população de imigrantes italianos, numa casa em enxaimel de dois andares que ficava 3.2 km a norte da cidade. Em 1923, tiveram o primeiro de dez filhos. O negócio de George prosperou e a sua família tornou-se "uma das famílias de classe média mais respeitadas da região", nas palavras de um oficial local. No entanto, George tinha opiniões fortes sobre vários assuntos, e não se acanhava em partilhá-las, o que, por vezes, fazia com que as pessoas se afastassem dele. A sua oposição ao ditador italiano Benito Mussolini tinha causado particular desconforto e confrontos com os restantes membros da comunidade de imigrantes.
A filha mais nova do casal Sodder, Sylvia, nasceu em 1943. Nessa altura, o filho mais velho, Joe, já tinha saído de casa para prestar serviço militar durante a Segunda Guerra Mundial. No ano seguinte, Mussolini foi deposto e executado. No entanto, as criticas que George Sodder tinha feito ao falecido ditador ainda causavam algum desconforto. Em Outubro de 1945, um vendedor de seguros que George tinha mandado embora avisou-o que a sua casa "[iria] desfazer-se em fumo ... e os teus filhos vão ser destruídos." O vendedor afirmou que o motivo pelo qual tal iria acontecer eram "as coisas indecentes que tens andado a fazer sobre o Mussolini." Outro homem que visitou a casa à procura de trabalho, aproveitou a ocasião para ver as traseiras da casa e avisou George que, um dia, o quadro de distribuição ainda havia de "provocar um incêndio". George ficou confuso com tal observação, uma vez que o sistema eléctrico da casa tinha sido renovado quando se tinha instalado um forno eléctrico, e que a empresa eléctrica local tinha dito depois que tudo estava seguro. Nas semanas anteriores ao Natal desse ano, os seus filhos mais velhos também repararam num carro estranho, estacionado na estrada principal que atravessava a cidade, no qual os ocupantes observavam os filhos mais novos do casal no caminho de regresso da escola.

## Incêndio em casa na Véspera de Natal de 1945
Na Véspera de Natal de 1945, os Sodder estavam a comemorar. Marion, a filha mais velha, tinha estado a trabalhar na loja dos trezentos na baixa de Fayetteville, e surpreendeu três das suas irmãs mais novas —Martha, 12, Jennie, 8, e Betty, 6—com brinquedos novos que lhes tinha comprado como prenda. As crianças ficaram de tal forma entusiasmadas que pediram à mãe para ficarem acordadas até mais tarde nesse dia.
Às dez da noite, Jennie deu-lhes permissão para ficarem acordados até um pouco mais tarde, desde que os dois rapazes que ainda estavam acordados, Maurice de 14 anos, e Louis de dez, não se esquecessem de guardar as vacas no sítio e alimentar as galinhas antes de irem para a cama. O marido e os filhos mais velhos, John, 23 e George Jr., 16, que tinham passado o dia a trabalhar com o pai, já estavam a dormir. Depois de dizer aos filhos para não se esquecerem das suas tarefas, Jennie colocou a sua filha Sylvia de 2 anos na cama e foi dormir.
O telefone tocou à meia-noite e meia nessa noite e Jennie foi até ao andar de baixo para atender. Ouviu a voz de uma mulher que não reconheceu a pedir para falar com uma pessoa que não conhecia, ao mesmo tempo que ouvia risos e copos a tilintar no fundo. Jennie disse à pessoa do outro lado da linha que se tinha enganado no número e, mais tarde, lembrou-se que ela tinha um "riso estranho". Desligou e voltou para a cama. Quando o fez, reparou que as luzes ainda estavam ligadas e que as cortinas não estavam corridas, duas coisas que, normalmente, as crianças faziam sempre quando iam para a cama depois dos pais. Marion tinha adormecido no sofá, por isso Jennie assumiu que as outras crianças que tinham ficado acordadas até mais tarde tinham ido para o sótão, onde dormiam. Correu as cortinas, apagou as luzes e voltou para a cama.
À uma da manhã, Jennie acordou novamente com o som de um objectivo a bater no telhado da casa com um estrondo e depois a rebolar pelo telhado. Depois de não ouvir mais nada durante algum tempo, voltou a adormecer, mas acordou mais uma vez meia hora depois quando sentiu o cheiro a fumo. Quando se levantou novamente, viu que o escritório de George estava a arder à volta da linha telefónica e do quadro de distribuição. Jennie foi então acordar o marido que, por sua vez, acordou os filhos mais velhos.
Tanto os pais como quatro dos seus filhos—Marion, Sylvia, e os dois rapazes mais velhos—conseguiram fugir de casa. A família chamou desesperadamente pelas crianças que estavam no sótão, mas não obtiveram qualquer resposta; nenhum deles podia ir até lá porque as escadas já estavam a arder. John Sodder disse no seu primeiro interrogatório policial que foi até ao sótão para avisar os irmãos e que os encontrou a dormir lá, mas, mais tarde, mudou a sua história e disse que apenas chamou por eles no andar de baixo e não os chegou a ver.
Os esforços para encontrar ajuda e salvar as crianças foram inesperadamente complicadas. O telefone não funcionava, por isso Marion correu até à casa de um vizinho para chamar os bombeiros. Um homem que estava a conduzir numa estrada próxima também viu as chamas e ligou aos bombeiros a partir de uma taberna local; no entanto nenhum dos dois conseguiu concluir a chamada, um porque não conseguiu falar com um operador e o outro porque o telefone estava avariado. Ou o vizinho ou o condutor que estava de passagem acabariam por conseguir fazer a chamada para os bombeiros mais tarde, a partir de um telefone no centro da cidade.
George, que estava descalço, trepou pela parede e abriu uma janela do sótão, acabando por cortar o braço enquanto o fazia. Ele e os filhos queriam usar uma escada para subir ao sótão e resgatar os outros membros da família, mas a escada não estava encostada à parede como de costume e não foi possível encontrá-la em nenhum lado por perto. Um barril de água que podia ter sido utilizado para apagar o incêndio estava com a água congelada George também tentou colocar os dois camiões que usava no seu negócio ao pé da casa e utilizá-los para subir até à janela do sótão, mas não conseguiu pôr nenhum deles a funcionar, apesar de nenhum ter dado problemas no dia anterior.
Frustrados, os seis Sodder que tinham fugido ficaram sem opções e limitaram-se a ver a casa a arder por completo e a colapsar no período de 45 minutos. Assumiram que os outros cinco filhos tinham morrido no incêndio. Os bombeiros, que tinham pouco pessoal por estarem em período de guerra e devido ao facto de ser necessário irem chamando uns pelos outros para irem ter ao local, só chegaram na manhã seguinte. O chefe F.J. Morris disse no dia seguinte que a resposta, que normalmente já era lenta, tinha sido atrasada pelo facto de ele não saber conduzir o carro dos bombeiros, o que o obrigou a esperar por alguém que soubesse.
Os bombeiros, um dos quais era irmão de Jennie, já não puderam fazer muito mais além de analisar as cinzas que sobraram na cave dos Sodders. Às dez da manhã, Morris disse a Sodders que não tinha encontrada nenhum corpo, algo que seria de esperar se as restantes crianças estivessem realmente dentro de casa quando ela ardeu. Segundo outra testemunha, chegaram a encontrar-se fragmentos de ossos e órgãos internos, mas os bombeiros preferiram não informar a família; no entanto profissionais em incêndios mais modernos realçaram que, quanto muito, os bombeiros só poderiam ter feito buscas superficiais. Apesar de tudo, Morris era da opinião que as cinco crianças desaparecidas tinham morrido no incêndio, sugerindo que as temperaturas tinham sido altas o suficiente para queimar completamente os corpos.

## Consequências
O chefe dos bombeiros pediu a George Sodder para não mexer no local do incêndio até que o departamento de incêndio pudesse levar a cabo um investigação mais aprofundada. No entanto, quatro dias depois, nem ele nem a esposa conseguiam olhar mais para o local, por isso George deitou 1,5 metros de terra por cima das cinzas com a intenção de transformar o local num jardim em memória das crianças. O médico legista local convocou um inquérito no dia seguinte que chegou ao conclusão de que o incêndio se tratou de um acidente local causado por uma "avaria no sistema eléctrico". Entre os jurados que confirmaram esta conclusão encontrava-se o homem que tinha ameaçado George Sodder que a sua casa seria queimada e os seus filhos "destruídos" por causa das criticas que tinha feito a Mussolini.
As certidões de óbito das cinco crianças foram emitidas a 30 de Dezembro. O jornal local uma notícia contraditória, afirmando na mesma que todos os corpos tinham sido encontrados só para, mais tarde, referir que apenas se tinha descoberto uma parte de um corpo. George e  Jennie Sodder estavam demasiado perturbados psicologicamente para estar presentes no funeral dos filhos a 2 de Janeiro de 1946, mas os seus filhos ainda vivos participaram.

## Questões da família sobre o relato oficial
Pouco tempo depois do acidente, à medida que foram começando a reconstruir as suas vidas, os Sodder começaram a questionar as descobertas oficiais do iincêndio. Questionaram-se por que motivo as luzes de Natal tinham permanecido acesas durante os primeiros momentos do incêndio se este tinha sido causado por um problema eléctrico. Depois, encontraram a escada que tinha desaparecido de casa na noite do incêndio no fundo de um terraplano a 23 metros de distância.
O reparador do telefone disse aos Sodder que a linha telefónica da casa não tinha ardido no incêndio como eles tinham pensado inicialmente, mas tinha sido cortada por alguém que estava disposto e tinha capacidade para subir 4,3 metros pelo poste e afastar-se 61 centímetros do mesmo para cortar o fio. Um homem que tinha sido visto a roubar um bloco de polias da propriedade por volta da mesma altura do incêndio foi identificado e preso. Admitiu o roubo, e afirmou que tinha sido ele a cortar a linha telefónica, uma vez que achava que era uma linha eléctrica, mas negou estar envolvido no incêndio. No entanto, não se guardaram quaisquer registos destes homem nem existe qualquer explicação para os motivos que o tinham levado a cortar a linha telefónica dos Sodder e a roubar o bloco de polias. Em 1968, Jennie Sodder afirmou que, se ele tivesse cortado a linha eléctrica, nem ela, nem o marido, nem os seus restantes quatro filhos teriam conseguido sair de casa.
Jennie Sodder também nunca conseguiu aceitar a teoria de Morris de que todos os corpos das crianças tinham ardido completamente no incêndio. Muitos dos electrodomésticos que tinham em casa foram encontrados e ainda eram identificáveis nas cinzas, assim como fragmentos do telhado de aço. Jennie comparou os resultados do incêndio na sua casa com os de um outro incêndio que tinha ocorrido na mesma altura e no qual morreu uma família de sete pessoas. Nesse caso, havia registos de que tinham sido encontrados ossos de todas as vítimas. Chegou mesmo a queimar pequenas pilhas de ossos de animais para ver se estes desapareciam por completo, o que nunca aconteceu. Entrou também em contacto com um funcionário de um crematório local que lhe disse que os ossos humanos resistem mesmo depois de os corpos serem queimados a 1.090 °C durante duas horas, muito mais tempo e a temperaturas muito mais elevadas do que o incêndio em sua casa.
O facto de os camiões não terem funcionado também foi tido em conta. George Sodder achava que tinham sido sabotados, provavelmente pelo mesmo homem que tinha roubado o bloco de polias e cortado a linha telefónica. No entanto, um dos seus genros disse ao Charleston Gazette-Mail em 2013 que, talvez, com a pressa de arrancar com os camiões, Sodder e os filhos possam ter inundado os motores.
Alguns relatos também sugerem que a chamada telefónica feita para casa dos Sodder nessa noite também poderia estar relacionada de alguma forma com o incêndio e o desaparecimento das crianças. No entanto, os investigadores acabaram por encontrar mais tarde a mulher que fez a chamada e ela confirmou que se tinha engando realmente no número.

## Desenvolvimentos posteriores
À medida que a primavera se foi aproximando, os Sodder cumpriram a sua promessa e plantaram flores na terra que tinha sido colocada por cima da casa Jennie Sodder cuidou do jardim com todo o cuidado até morrer. No entanto, novos desenvolvimentos que surgiram em inícios de 1946 levaram a família a acreditar cada vez mais na hipótese de que os filhos ainda estavam vivos.
Em primeiro lugar, surgiram provas que apoiavam a sua teoria de que o incêndio não tinha começado no sistema eléctrico, mas sim que tinha sido fogo posto. O motorista de um autocarro que passou por Fayetteville na noite da Véspera de Natal, disse que tinha visto pessoas a atirar "bolas de fogo" à casa. Alguns meses depois, quando a neve começou a derreter, Sylvia encontrou um objecto esférico pequeno, duro, verde escuro e de borracha num arbusto perto do local da casa. George recordou-se do facto de a sua esposa ter ouvido um estrondo no telhado antes do incêndio e disse que parecia uma granada conhecida como "bomba de ananás" ou outro tipo de objecto incendiário utilizado em combate. A família também afirmou mais tarde que, ao contrário da conclusão do marechal de incêndios, o incêndio tinha começado no telhado, apesar de, na altura, não terem provas desse facto.
Outras testemunhas afirmam ter visto as próprias crianças. Uma mulher que tinha assistido ao incêndio na estrada, disse que tinha visto algumas delas a espreitar dentro de um carro que passou na estrada enquanto a casa estava a arder. Outra mulher que estava numa estação de serviço entre Fayetteville e Charleston, afirmou que lhes tinha servido o pequeno-almoço na manhã seguinte e reparou que havia um carro com matricula da Florida no parque de estacionamento.
Os Sodders contrataram um detective particular chamado C.C. Tinsley na cidade vizinha de Gauley Bridge para investigar o caso. Ficou a saber que o vendedor de seguros que os tinha ameaçado com um incêndio no ano anterior devido às criticas que George tinha feito a Mussolini, tinha sido um dos jurados que tinha decidido que o incêndio tinha sido um acidente, e transmitiu essa informação aos Sodder. Também ouviu rumores em Fayetteville de que, apesar de Morris ter dito à família que não tinham sido encontrados restos mortais nas cinzas, tinha encontrado um coração que, mais tarde, colocou dentro de uma caixa de metal e enterrou em segredo.
Aparentemente, Morris tinha feito essa confissão a um clérigo local que a confirmou a George Sodder. Sodder e Tinsley foram visitar Morris e confrontaram-no com esta notícia. Morris concordou em mostrar-lhes onde tinha enterrado a caixa e desenterraram-na. Levaram o que encontraram dentro da caixa ao director de uma funerária que, depois de o examinar, chegou à conclusão de que se tratava de um fígado de porco, muito fresco, que nunca tinha ardido. Mais tarde, correu em Fayetteville o rumor de que Morris tinha admitido que a caixa com o fígado não tinha vindo do incêndio. Supostamente, tinha sido ele a colocar o órgão na casa, na esperança que os Sodder o encontrassem e que isso fosse o suficiente para os convencer que os seus filhos tinham realmente morrido no incêndio.

## Escavação de 1949
George Sodder não esperou que começassem a aparecer relatos de avistamentos dos filhos. Às vezes era ele próprio que afirmava vê-los. Depois de ver uma fotografia de um grupo de jovens bailarinas em Nova Iorque numa revista, George achou que uma delas era parecida com uma das suas filhas desaparecidas, por isso foi até à escola da jovem, onde insistiu que a queria ver, mas foi-lhe negado o acesso.
Também tentou convencer o FBI a investigar o caso, que considerava ser um rapto. O director, J. Edgar Hoover, respondeu pessoalmente às suas cartas. "Embora gostasse de o poder ajudar", escreveu, "o assunto que refere parece ter um carácter mais local e não entra na jurisdição de investigação desta agência". Acrescentou que, se as autoridades locais pedissem a ajuda da agência, então não teria qualquer problema em enviar agentes para o local, mas a polícia e os bombeiros de Fayetteville recusaram-se a fazê-lo.
Em Agosto de 1949, George conseguiu convencer Oscar Hunter, um patologista de Washington, D.C. a orientar novas buscas na terra do local onde ficava a casa. Depois de levar a cabo buscas extremamente extensivas, foram encontrados alguns objectos, nomeadamente um dicionário que pertencia às crianças e algumas moedas. Foram também desenterrados alguns fragmentos de ossos, que foram classificados como vertebras humanas.
Foram enviados a Marshall T. Newman, um especialista do Smithsonian Institution. Foi confirmado que se tratavam de vértebras lombares, todas da mesma pessoa. O relatório de Newman afirmada que "uma vez que as aberturas transversais se encontram fundidas, a idade deste individuo na altura da morte seria entre os 16 e os 17 anos. A idade máxima seria de cerca de 22 anos, uma vez que a centra, que normalmente se funde aos 23 anos, ainda não se encontrava fundida". Assim, tendo em conta este intervalo de idades, não era muito provável que os ossos pertencessem a qualquer uma das cinco crianças desaparecidas, uma vez que o mais velho, Maurice, tinha 14 anos na altura (embora o relatório também afirmasse que as vértebras de um rapaz desta idade poderiam, em alguns casos, parecer avançadas o suficiente para serem classificadas na idade máxima no intervalo).
Newman acrescentou que os ossos não mostravam sinais de terem sido expostos a chamas. Além disso, concordava que era "muito estranho" que esses ossos tenham sido os únicos a ser encontrados, uma vez que um incêndio em madeira com uma duração tão curta devia ter preservado os esqueletos de todas as crianças. O relatório concluiu que o mais provável eram as vértebras terem surgido na terra que Sodder tinha colocado por cima do local. Mais tarde, Deville terá confirmado que os fragmentos de ossos vinham de um cemitério em Mount Hope, mas não conseguia explicar o motivo pelo qual tinham sido retirados de lá e colocados no local do incêndio. O Smithsonian devolveu-os a Sodder em Setembro de 1949, de acordo com os seus registos; actualmente, não se sabe qual é a sua localização.
A investigação e as suas descobertas chamaram a atenção por todo o país e o tribunal da Virgínia Ocidental convocou duas audiências relacionadas com o caso em 1950. No entanto, posteriormente, o Governador Okey L. Patteson e o superintendente da polícia estatal, W.E. Burchett disseram a Sodders que o caso era "impossível" e encerraram-no a nível estatal. O FBI decidiu que tinha jurisdição se se tratasse de um rapto interestatal, mas desistiu do caso ao fim de dois anos quando não encontrou pistas.

## Continuação da investigação familiar

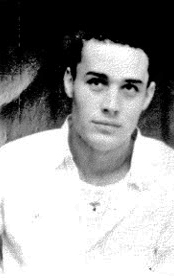
Fotografia que a família recebeu em 1967 e acreditaram tratar-se de Louis, já adulto.

Mesmo depois de o caso ser arquivado a nível oficial, os Sodder nunca perderam a esperança. Imprimiram folhetos com fotografias das crianças, nos quais ofereciam uma recompensa de US$ 5 000 (valor que duplicou pouco tempo depois) a quem tivesse informações que ajudassem a resolver nem que fosse o desaparecimento de um dos filhos. Em 1952, colocaram um cartaz no local onde se encontrava a casa (e outro na U.S. Route 60, perto de Ansted) com a mesma informação. Com o passar do tempo, tornou-se um marco para quem passava de carro por Fayetteville na U.S. Route 19 (a actual State Route 16).
Os seus esforços levaram ao aparecimento de outra testemunha que terá visto as crianças depois do incêndio. Ida Crutchfield, gerente de um hotel em Charleston afirmou que tinha visto as crianças cerca de uma semana depois. "Não me lembro da data ao certo", disse numa declaração. As crianças tinham entrado no hotel, por volta da meia-noite, acompanhadas de dois homens e duas mulheres, todos com um aspecto que ela achou "de origem italiana". Quando tentou falar com as crianças, "um dos homens olhou para mim de forma hostil, virou-se e começou a falar rapidamente com as crianças em italiano. Depois disso, mais ninguém falou comigo". Recordava-se que tinham saído do hotel cedo na manhã seguinte. No entanto, os investigadores de hoje em dia não acham esta história credível, uma vez que ela só tinha visto fotografias das crianças dois anos depois do incêndio e cinco anos antes de contar a história.
George Sodder seguia pessoalmente as pistas, viajando para as zonas onde estas iam aparecendo. Uma mulher em St. Louis afirmou que Martha estava presa num convento nessa zona. O dono de um bar no Texas afirmou que tinha ouvido duas pessoas a falar de forma suspeita sobre um incêndio que tinha acontecido na Véspera de Natal na Virgina Oriental alguns anos antes. Nenhuma destas pistas foi considerada relevante. Quando George ouviu dizer mais tarde que um parente de Jennie tinha filhos parecidos com os dele, o parente teve de provar que os filhos eram dele para George ficar satisfeito.
Em 1967, Sodder foi até à zona de Houston investigar outra informação. Uma mulher tinha enviado uma carta à família, na qual afirmava que Louis Sodder lhe tinha revelado a sua verdadeira identidade uma noite quando estava alcoolizado. A mulher acreditava que tanto ele como Maurice estavam a viver algures no Texas. Mas Sodder e o seu genro, Grover Paxton, não conseguiram falar com ela. A polícia local conseguiu ajudá-los a identificar os dois homens que ela tinha indicado, mas ambos negaram ser os seus filhos desaparecidos. Mais tarde, Paxton afirmou que Sodder duvidou da negação dos dois jovens o resto da vida.
Noutra carta que receberam nesse ano, os Sodders obtiveram aquela que acreditaram ser a prova mais concreta de que Louis ainda estava vivo. Um dia, Jennie encontrou uma carta para ela no correio, que tinha sido enviada de Central City, no Kentucky, mas que não tinha remetente. Lá dentro, encontrou a fotografia de um jovem com cerca de trinta anos de idade, com feições muito parecidas com as de Louis, que, na altura, teria cerca de trinta anos se tivesse sobrevivido. Na parte de trás estava escrito:
Louis Sodder
Adoro o irmão Frankie
Rapazinhos
A90132 ou 35
Contrataram outro detective privado para ir até Central City e investigar a carta, mas nunca enviou qualquer notícia aos Sodders e eles não conseguiram localizá-lo posteriormente. Apesar de tudo, a fotografia deu-lhes esperança. Acrescentaram-na ao cartaz (omitindo as informações sobre Central City e outras com medo de que pudessem prejudicar Louis) e colocaram uma versão aumentada da foto por cima da lareira.
No ano seguinte, George Sodder admitiu ao jornal Charleston Gazette Mail que a falta de informação o fazia sentir-se como se estivesse a "bater contra uma parede - não conseguimos avançar mais". Apesar de tudo, prometeu que iria continuar a busca. "Estamos a ficar sem tempo", admitiu noutra entrevista que deu por volta da mesma altura. "Mas só queremos saber. Se morreram no incêndio, queremos ficar convencidos. Se não, só queremos saber o que lhes aconteceu.
George morreu em 1969. Jennie e os seus filhos ainda vivos - excepto John, que nunca falou da noite do incêndio, excepto para dizer que a família devia aceitar o que aconteceu e continuar com as suas vidas - continuaram à procura de respostas sobre o que tinha acontecido às crianças desaparecidas. Após a morte de George, Jennie ficou na casa da família, na qual mandou construir uma vedação a toda a volta e acrescentou mais divisões. Vestiu-se de negro o resto da vida, em luto pelo marido, e continuou a cuidar do jardim no local da antiga casa. Foi só depois da sua morte em 1989 que o cartaz foi retirado.
Os filhos do casal que sobreviveram e os seus próprios filhos continuaram a publicitar o caso e a investigar pistas. Juntamente com os residentes de Fayetteville, criaram a teoria de que a Máfia Siciliana estava a tentar extorquir dinheiro a George Sodder e que as crianças podem ter sido levadas por alguém que sabia do incêndio com antecedência e terá sido com esse argumento que convenceu as crianças a sair de casa. É possível que tinham sido levadas para Itália. Se as crianças tivessem sobrevivido todos aqueles anos, e soubessem que os pais e os irmãos estavam à procura deles, é possível que tenham evitado o contacto para os proteger.
Em 2015, Sylvia Sodder Paxton, a filha mais nova da família, era a única dos filhos que estavam na casa na noite do incêndio que ainda estava viva. É precisamente essa noite que diz ser a sua memória mais antiga. "Fui a última das crianças a sair de casa", recordou ao Gazette-Mail em 2013. Recordou também que costumava ficar acordada até tarde com o pai, a falar sobre o que poderia ter acontecido. "Senti a tristeza deles durante muito tempo". Ainda acredita que os seus irmãos tenham sobrevivido aquela noite e ajuda discretamente nos esforços para os encontrar e publicitar o caso. "Ela prometeu aos meus avós que nunca deixaria esta história morrer, que faria tudo o que pudesse", disse a filha dela em 2006.
Desde o início do século XXI que esses esforços incluem fóruns online como o websleuths.com e também cobertura por parte da comunicação social. O aumento da atenção da parte da comunicação social levou algumas pessoas que examinaram o caso a acreditar que as crianças morreram realmente em 1945. George Bragg, um escritor local que escreveu sobre o caso no seu livro West Virginia's Unsolved Murders, publicado em 2012, acredita que John Sodder estava a dizer a verdade no primeiro depoimento que prestou, quando disse que tentou acordar fisicamente os seus irmãos antes de sair de casa. No entanto, admite também que a sua conclusão pode não estar correcta. "A lógica leva-nos a acreditar que as crianças provavelmente arderam no incêndio, mas nem sempre podemos seguir o caminho da lógica."
Stacy Horn, que dedicou um segmento a este caso na National Public Radio na altura do 60º aniversário do incêndio em 2005, também acredita que a solução mais plausível é a de que as crianças morreram no incêndio. Numa publicação no seu blog, à qual acrescentou material que tinha recolhido sobre a história na altura, chamou a atenção para o facto de o incêndio ter continuado mesmo depois de a casa colapsar, e que duas horas não foi tempo suficiente para procurar nas cinzas com precisão.